# Compton (album)
Compton (znany również jako Compton: A Soundtrack by Dr. Dre) – trzeci i ostatni studyjny album amerykańskiego rapera i producenta muzycznego Dr. Dre. Światowa premiera odbyła się 7 sierpnia 2015 roku. Wydawnictwo ukazało się nakładem wytwórni Aftermath Entertainment oraz Interscope Records. Płyta została wyprodukowana przez m.in. Dr. Dre oraz DJ-a Premiera. Album powstał w związku z premierą filmu biograficznego o zespole N.W.A (Straight Outta Compton), w którym w latach 80. XX wieku występował sam zainteresowany. Wśród gości pojawili się między innymi Eminem, Snoop Dogg, Kendrick Lamar, Ice Cube, Xzibit czy Game.
Album Dr. Dre zadebiutował na 2. miejscu amerykańskiej listy sprzedaży Billboard 200 z wynikiem 295 000 egzemplarzy w pierwszym tygodniu, przegrywając z Lukiem Bryanem i jego albumem Kill the Lights. 13 października 2015 roku album został zatwierdzony jako złoto przez stowarzyszenie RIAA. W lutym 2016 roku krążek został wyróżniony tytułem "Zagraniczna Rap Płyta Roku 2015" w Plebiscycie WuDoo i Hip-hop.pl zdobywając największą łączną liczbę głosów słuchaczy audycji i czytelników portalu.

## Lista utworów
| Nr  | Tytuł utworu                                                                   | Producent                                       | Długość |
| --- | ------------------------------------------------------------------------------ | ----------------------------------------------- | ------- |
| 1.  | „Intro”                                                                        | Dr. Dre, Focus...                               | 1:15    |
| 2.  | „Talk About It” (gościnnie King Mez oraz Justus)                               | Dr. Dre, DJ Dahi                                | 3:15    |
| 3.  | „Genocide” (gościnnie Kendrick Lamar, Marsha Ambrosius oraz Candice Pillay)    | Dr. Dre, Dem Jointz                             | 4:27    |
| 4.  | „It's All on Me” (gościnnie Justus oraz BJ the Chicago Kid)                    | Dr. Dre, Bink                                   | 3:48    |
| 5.  | „All in a Day's Work” (gościnnie Anderson .Paak oraz Marsha Ambrosius)         | Dr. Dre, DJ Dahi, DJ Khalil                     | 5:14    |
| 6.  | „Darkside / Gone” (gościnnie King Mez, Marsha Ambrosius oraz Kendrick Lamar)   | Dr. Dre, Best Kept Secret                       | 3:54    |
| 7.  | „Loose Cannons” (gościnnie Xzibit, Cold 187um oraz Sly Pyper)                  | Dr. Dre, Focus...                               | 4:13    |
| 8.  | „Issues” (gościnnie Ice Cube, Anderson .Paak oraz Dem Jointz)                  | Dr. Dre, Focus...                               | 3:42    |
| 9.  | „Deep Water” (gościnnie Kendrick Lamar, Justus oraz Anderson .Paak)            | Dr. Dre, Cardiak, Focus..., Dem Jointz, DJ Dahi | 5:11    |
| 10. | „One Shot One Kill” (wykonanie: Jon Connor oraz Snoop Dogg)                    | Dr. Dre, Focus...                               | 3:26    |
| 11. | „Just Another Day” (wykonanie: The Game oraz Asia Bryant)                      | Dr. Dre, Neff-U                                 | 2:22    |
| 12. | „For the Love of Money” (gościnnie Jill Scott, Jon Connor oraz Anderson .Paak) | Dr. Dre, Cardiak                                | 4:08    |
| 13. | „Satisfiction” (gościnnie Snoop Dogg, Marsha Ambrosius oraz King Mez)          | Dr. Dre, Dem Jointz                             | 4:24    |
| 14. | „Animals” (gościnnie Anderson .Paak)                                           | Dr. Dre, DJ Premier, BMB Spacekid               | 3:47    |
| 15. | „Medicine Man” (gościnnie Eminem, Candice Pillay oraz Anderson .Paak)          | Dr. Dre, Dem Jointz, Focus...                   | 4:14    |
| 16. | „Talking to My Diary”                                                          | Dr. Dre, DJ Silk, Mista Choc                    | 4:23    |
|     |                                                                                |                                                 | 1:01:43 |